# FAM159B
FAM159B (англ. Family with sequence similarity 159 member B) – білок, який кодується однойменним геном, розташованим у людей на 5-й хромосомі. Довжина поліпептидного ланцюга білка становить 160 амінокислот, а молекулярна маса — 17 663.
| 10         |  | 20         |  | 30         |  | 40         |  | 50         |
| ---------- |  | ---------- |  | ---------- |  | ---------- |  | ---------- |
| MSEASRLCSG |  | YYSLNQSFVE |  | PFQCPRRGEG |  | AALQYCCGFA |  | DLKYCCSEPG |
| SYFPYKHSYM |  | WSLSIGALIG |  | LGIAALVLLA |  | FVISVCVLCY |  | LFLYTKPQRL |
| DTGLKLQHLE |  | ASSTQEGKSN |  | GKTKALNSNA |  | ASNATNETYY |  | EADDIIQEKT |
| MDATQIHIAY |  |            |  |            |  |            |  |            |

A: Аланін

C: Цистеїн

D: Аспарагінова кислота

E: Глутамінова кислота

F: Фенілаланін

G: Гліцин

H: Гістидин

I: Ізолейцин

K: Лізин

L: Лейцин

M: Метіонін

N: Аспарагін

P: Пролін

Q: Глутамін

R: Аргінін

S: Серин

T: Треонін

V: Валін

W: Триптофан

Локалізований у мембрані.